# Harry Sandberg (tecknare)
Se även Harry Sandberg (konstnär) (1920–1985)
Harry Eugén Sandberg, född 28 juni 1904 i Finngruvan, Ljusnarsberg, död 1 december 1989 i Grängesbergs församling, var en svensk målare och tecknare.
Han var son till gruvfogden Karl Erik Sandberg och hans hustru Ebba Kristina Hedlund och från 1944 gift med Zara Margareta Nordström. Efter avslutad skolgång arbetade han som förman vid Bolidens gruvor fram till 1935. Därefter studerade han konst vid Otte Skölds målarskola i Stockholm 1935–1936 och under ett flertal studieresor till Finland och Norge. Tillsammans med Hannes Wagnstedt ställde han ut i Skellefteå 1936 och han ställde därefter ut separat på ett flertal platser i Norrland. Han medverkade i utställningen Norrland i konsten som visades i Skellefteå 1945 samt i grupputställningar i Boliden och Vännes samt samlingsutställningar arrangerade av Skelleftebygdens konstförening. Hans konst består av teckningar, stilleben, figurmotiv och landskap med sol och i ljusa toner utförda i olja. Sandberg är representerad vid Länsmuseet i Luleå och i Ludvika kommuns samlingar. Makarna Sandberg är begravda på Grängesbergs kyrkogård.